# Nasua
Genre
Nasua est un genre de mammifères carnivores de la famille des procyonidés. Ce genre est constitué de la plupart des espèces de coatis, à l'exclusion du Coati de montagne (Nasuella olivacea). Mais cette distinction est fortement remise en cause à la faveur des études entreprises vers la fin du XXe siècle par la phylogénie moléculaire,.

## Liste d'espèces
Selon Catalogue of Life (30 mars 2015), ITIS (30 mars 2015) et Mammal Species of the World (version 3, 2005)  (30 mars 2015) :
- Nasua narica (Linnaeus, 1766) — Coati à nez blanc
- Nasua nasua (Linnaeus, 1766) — Coati commun / roux / à queue annelée

Selon Paleobiology Database (30 mars 2015) :
- Nasua narica
- Nasua nasua
- Nasua olivacea
- Nasua pronarica

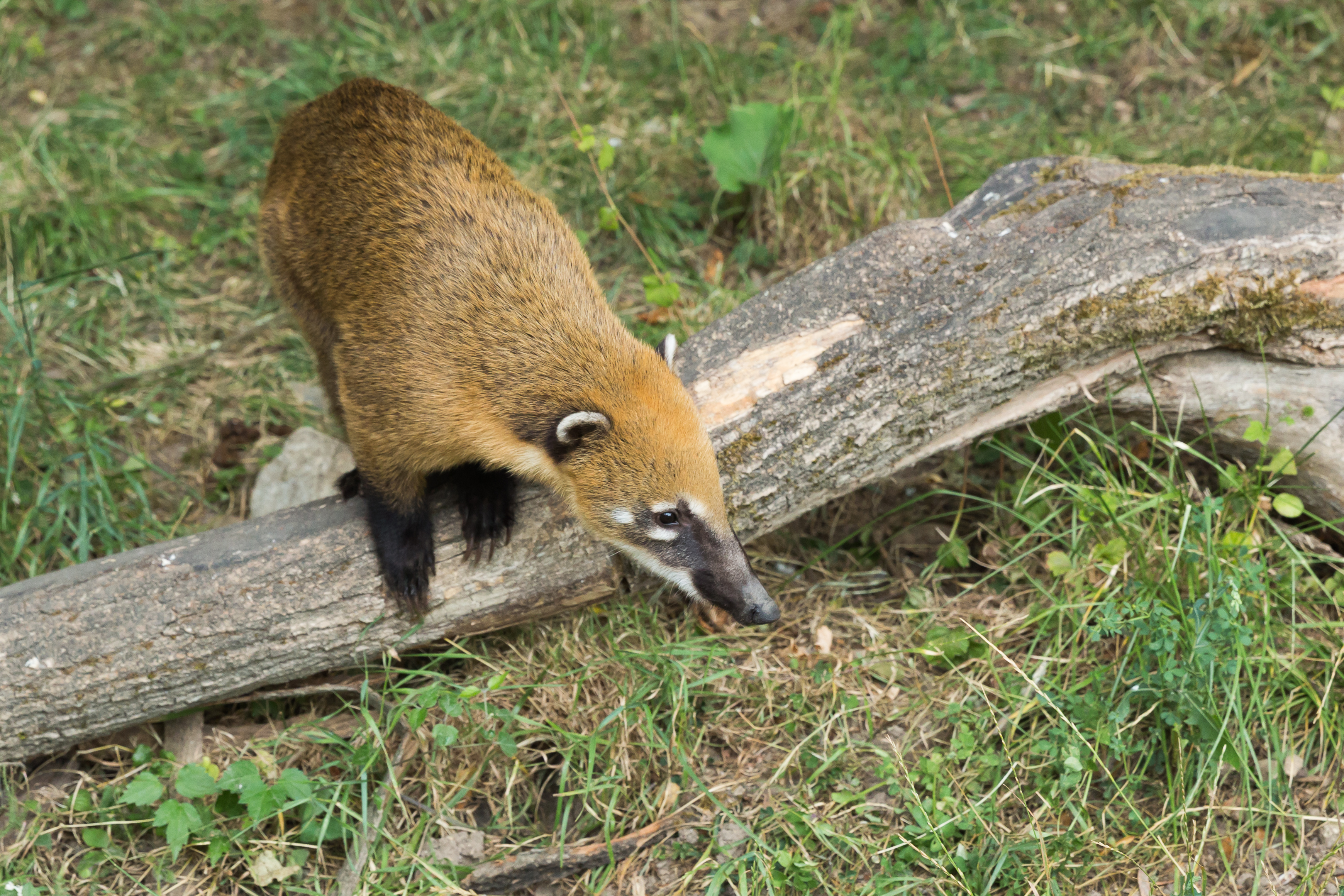
Nasua nasua (South American coati)

## Liste des espèces et sous-espèces
Selon Mammal Species of the World (version 3, 2005)  (30 mars 2015) :
- Nasua narica
  - sous-espèce Nasua narica narica
  - sous-espèce Nasua narica molaris
  - sous-espèce Nasua narica nelsoni, synonyme de Nasua nelsoni — Coati de l'île de Cozumel
  - sous-espèce Nasua narica yucatanica
- Nasua nasua
  - sous-espèce Nasua nasua nasua
  - sous-espèce Nasua nasua aricana
  - sous-espèce Nasua nasua boliviensis
  - sous-espèce Nasua nasua candace
  - sous-espèce Nasua nasua cinerascens
  - sous-espèce Nasua nasua dorsalis
  - sous-espèce Nasua nasua manium
  - sous-espèce Nasua nasua molaris
  - sous-espèce Nasua nasua montana
  - sous-espèce Nasua nasua quichua
  - sous-espèce Nasua nasua solitaria
  - sous-espèce Nasua nasua spadicea
  - sous-espèce Nasua nasua vittata

Selon NCBI (30 mars 2015) :
- Nasua narica
- Nasua nasua
  - sous-espèce Nasua nasua rufa